# Omansk rial
Den Omanske rial er valutaen i Oman. Oman ligger på den sydlige kyst af den arabiske halvø. En Omansk rial svarer omtrent til 2,6 USD.

## Historie
Indtil år 1940 var den indiske rupier og Maria Theresa thaler (en) de vigtigste valutaer.
 Der er for få eller ingen kildehenvisninger i denne artikel, hvilket er et problem. Du kan hjælpe ved at angive troværdige kilder til de påstande, som fremføres i artiklen.

| Artikelstump | Spire Denne artikel om penge eller valuta er en spire som bør udbygges. Du er velkommen til at hjælpe Wikipedia ved at udvide den. |